# Nicolas Dupont-Aignan

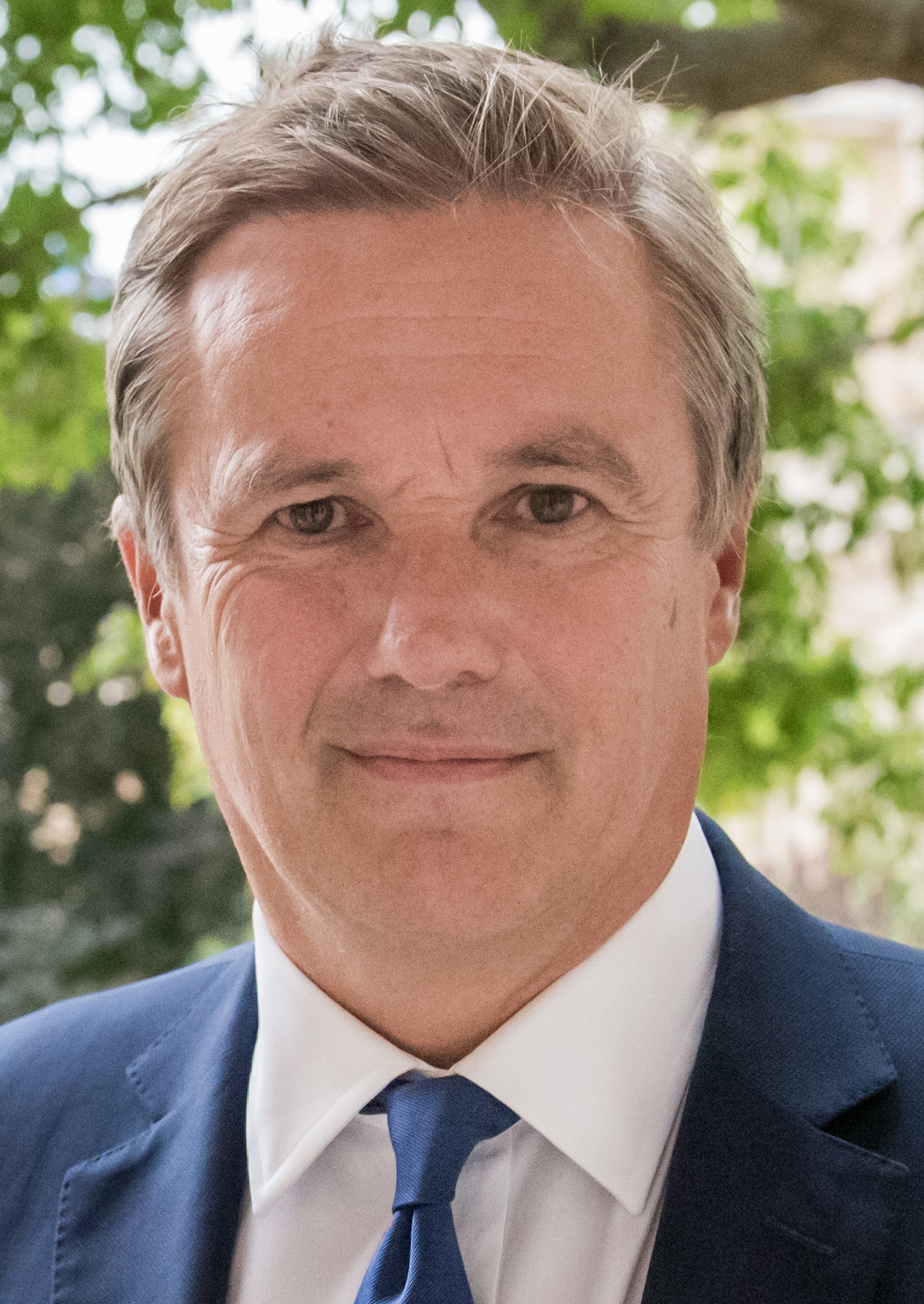
Nicolas Dupont-Aignan (2017)

Nicolas Dupont-Aignan (* 7. März 1961 in Paris) ist ein französischer rechtspopulistischer Politiker, der als Gründer der Partei Debout la France (DLF) euroskeptische, souveränistische Positionen bezieht und von Beobachtern als rechtsextrem eingestuft wird. Er ist Bürgermeister und Abgeordneter von Yerres (Département Essonne). Als Kandidat bei der Präsidentschaftswahl 2012 erhielt er 1,79 % der abgegebenen Stimmen (absolut 643.907 Stimmen), bei der Präsidentschaftswahl 2017 4,70 % (1.695.186 Stimmen); bei seinem dritten Anlauf bei der Präsidentschaftswahl 2022 erhielt er 2,06 % (725.356 Stimmen).

## Biographie

### Familie und Studium
Nicolas Dupont-Aignan ist der Enkel eines der ersten Piloten des Ersten Weltkriegs; sein Vater wurde während des Zweiten Weltkriegs gefangen genommen und konnte fliehen. Als Letztgeborener dreier Geschwister wurde er in einer Familie der Mittelschicht erzogen. Er ist der Ehegatte von Valerie Vecchierini, Anwältin und seit 1997 seine parlamentarische Assistentin, mit der er zwei Töchter hat.
Er bestand 1982 seinen Abschluss beim Institut d’études politiques de Paris und wurde 1984 Jurist. 1985 absolvierte er den DESS (Master) in Betriebswirtschaft und Finanzmärkte der Universität Paris-Dauphine. Er war von 1987 bis 1989 Student an der ENA (Promotion Liberté-Égalité-Fraternité).

### Laufbahn und Regierungsarbeit

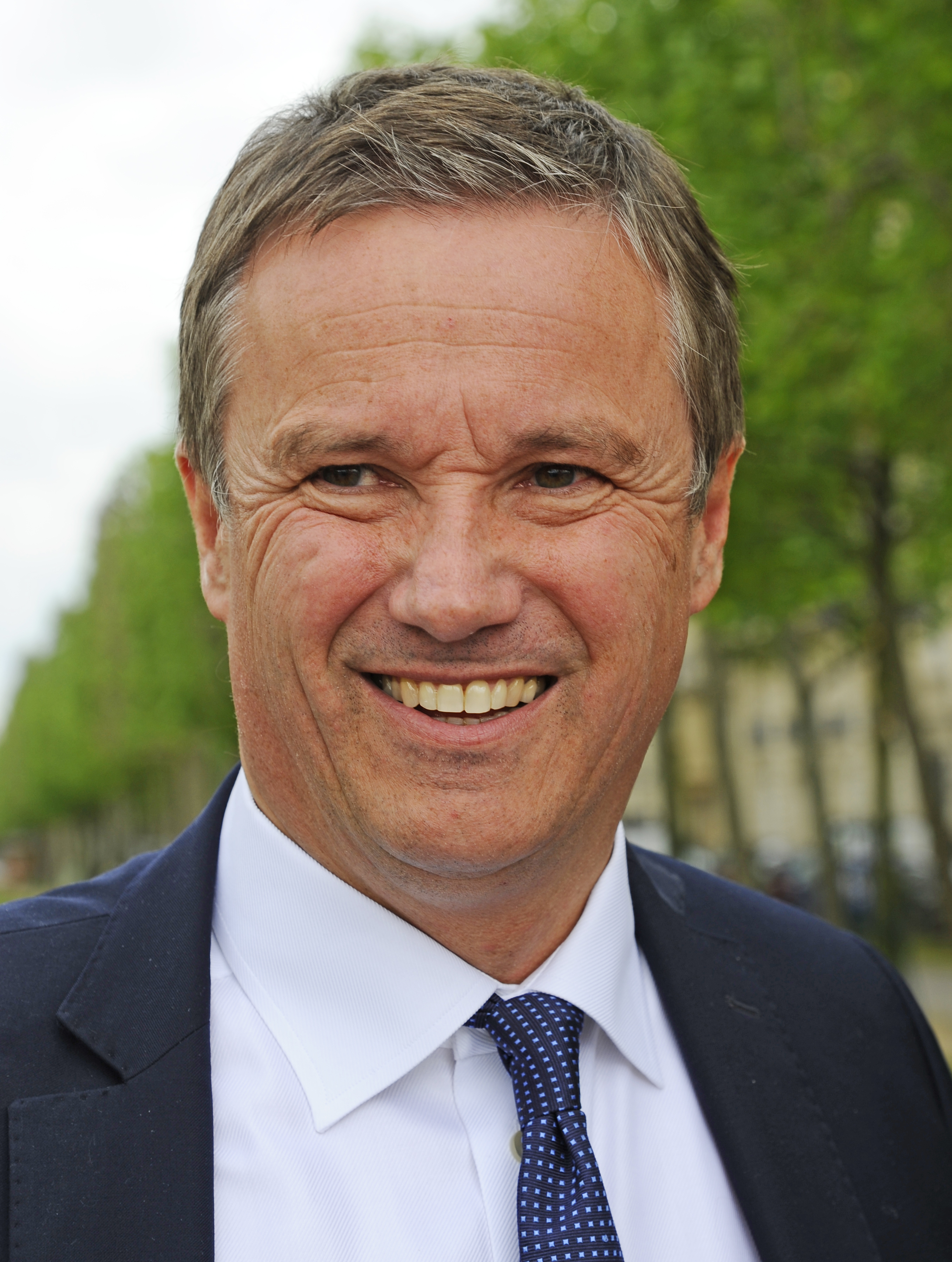
Nicolas Dupont-Aignan (2014)

Er begann seine Laufbahn als Zivilverwalter, dann gehörte er dem Erziehungsministerium unter François Bayrou sowie dem Umweltministerium unter Michel Barnier an.

#### Zivile Laufbahn
- Zivilverwalter
- 1988 bis 1989: Assistent des Büroleiters für Wahlen an der Oberdirektion der Administration im Innenministerium
- Von 1990 bis 1992: Kabinettchef des Präfekten der Region Paris (Olivier Philip) im Rang eines Unterpräfekten
- Von 1992 bis 1993: Kabinettchef des Präfekten der Region Paris (Christian Sautter)

#### Ministerkabinette
- Von 1993 bis 1994: Kabinettchef, dann technischer Berater des Erziehungsministers (François Bayrou)
- Von 1994 bis 1995: Technischer Berater für Arbeitsplatz, städtische Ökologie und Lärm des Umweltministers (Michel Barnier)

### Ursprung seiner politischen Ideen
Schon als 13-Jähriger war Nicolas Dupont-Aignan ein eifriger Unterstützer des sozialen Gaullisten Jacques Chaban-Delmas, für den er während der Präsidentschaftswahl 1974 Plakate klebte. Vor der fehlgeschlagenen Kandidatur von Édouard Balladur für die Präsidentschaftswahl 1995 zog Dupont-Aignan in das Kabinett von Umweltminister Michel Barnier ein. Im Gegensatz zu seinem „Chef“ unterstützte er keine der RPR-Kandidaten.

## Politischer Werdegang

### Anfänge
Im Februar 1997 wurde Dupont-Aignan von Alain Juppé (ebenfalls Premierminister) zum Leiter des Bereichs Studien des RPR ernannt.
Im Februar 1998, vor der Auflösung des Parlaments, ernannte ihn der ihm näher stehende neue Präsident des RPR, Philippe Séguin, zum Parteisekretär.
Im Januar 1999, nachdem er sich gegen die Ratifizierung des Amsterdamer Vertrages ausgesprochen hatte, wurde Dupont-Aignan in seiner Funktion als Sekretär der Föderationen ersetzt und näherte sich den Souveränisten an, insbesondere Charles Pasqua.
Am 3. Februar 1999 gründete Dupont-Aignan die Gruppe Debout la République innerhalb des RPR und rief dazu auf, die von Charles Pasqua und Philippe de Villiers geführte Liste für die Europawahl am 13. Juni 1999 zu wählen. Am 18. Juni verließ er den RPR, um als Vize-Generalsekretär der neuen von Charles Pasqua gegründeten Partei Rassemblement pour la France (RPF) zu fungieren, in der er sich um die Föderationen kümmerte. Allerdings trat er vor dem Bruch zwischen Charles Pasqua und Philippe de Villiers im Mai 2000 aus der RPF aus.
Es folgte eine Annäherung zu Philippe Séguin (damals Kandidat für die Nachfolge von Jean Tibéri als Bürgermeister von Paris), dann im Herbst 2001 zu Jean-Pierre Chevènement, damals als „dritter Mann“ von bestimmten Medien vor der 2002 anstehenden Präsidentschaftswahl bezeichnet. Er veröffentlichte sogar mit dem Letzteren einen Artikel im Figaro am 24. Oktober 2001 unter dem Titel: „Die Republik ist tot, es lebe die Republik!“
Nach dem Sieg des amtierenden Präsidenten Jacques Chirac gegen Jean-Marie Le Pen am 5. Mai 2002 fand er den Weg zu der präsidialen Mehrheit zurück. Er wurde als Abgeordneter des Département Essonne im ersten Wahlgang am 9. Juni wiedergewählt. In der Zwischenzeit wurde Nicolas Dupont-Aignan als junger Führer mit starkem Potential betrachtet, der eines Tages für Frankreich eine große Rolle spielen soll. Aus diesem Grund wurde er in der Promotion 2001 der „Young Leaders der French-American Foundation“ ausgewählt, um an zwei fünftägige Seminare in Frankreich und in den USA teilzunehmen.

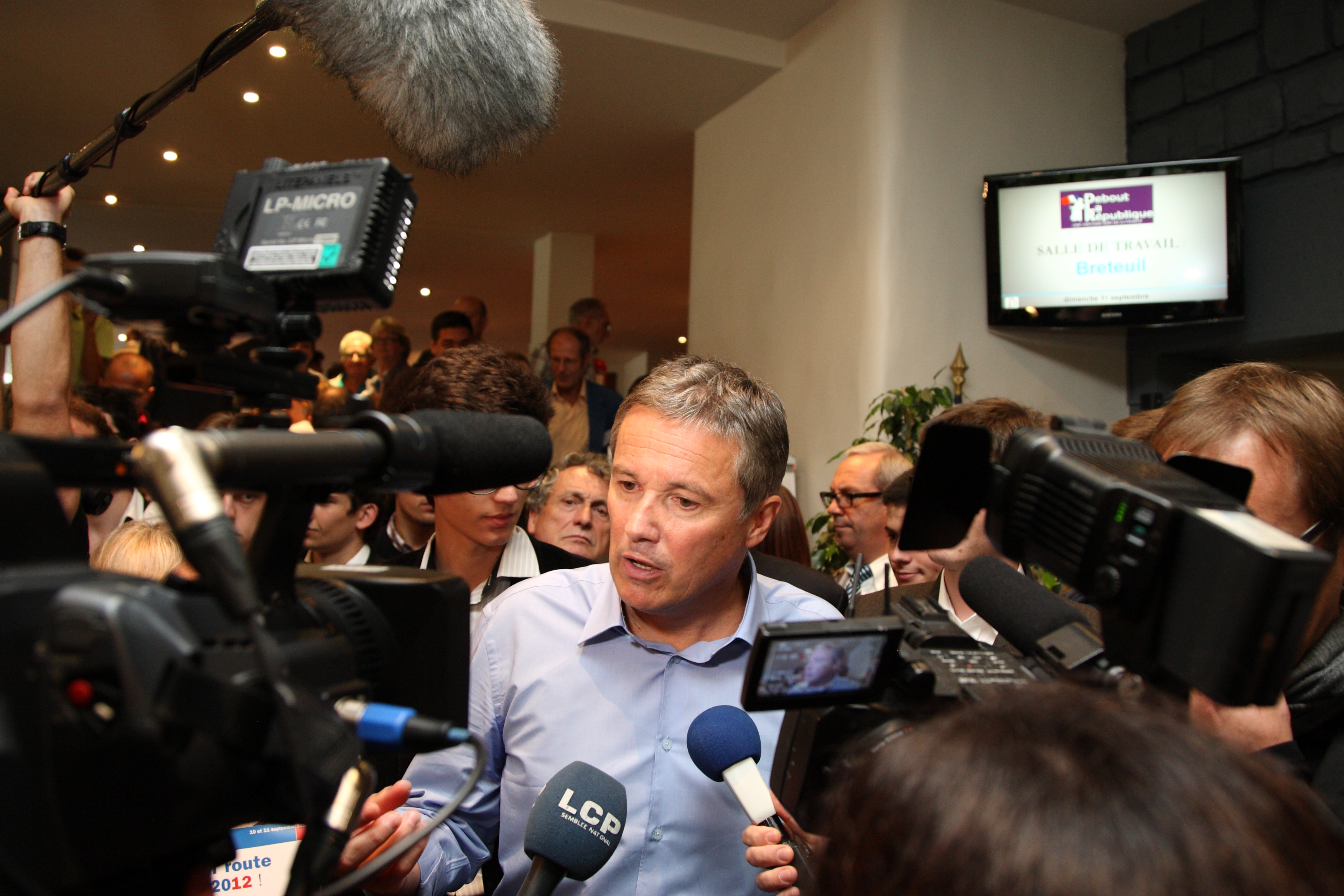
Nicolas Dupont-Aignan bei einem Interview

### Kommunalpolitisches Wirken
Bei den Gemeindewahlen 1995 in Yerres gewann die RPR-Liste mit 51,85 % der Stimmen gegen die Liste des ausgehenden sozialistischen Bürgermeisters und drei andere Listen. Daraufhin übernahm er die Zügel der überschuldeten Stadt, die Gefahr lief, dem Präfekten unterstellt zu werden. Er richtete die Finanzen der Stadt wieder auf, indem er die Schuldzinsen mit den Banken neu verhandelte und somit die Verschuldung von 45 auf 34 Millionen Euro reduzieren konnte. Er stoppte Immobilienprojekte seiner Vorgänger, erarbeitete einen umweltfreundlichen Flächennutzungsplan und legte eine Promenade am Yerres-Ufer an. Er halbierte ebenfalls den Wohnungsleerstand in der Stadt und gründete ein kommunales Sozialwohnungsamt, das heute 400 Wohnungen (mit Eigentumsförderung) betreibt. Seine umweltfreundliche Politik wurde mit dem Preis „International Pontos Environmental Award“ anerkannt, der ihm in seiner dritten Auflage im März 2009 in Frankfurt am Main überreicht wurde, weil das Schwimmbadabwasser für die Reinigung der Straßen eingesetzt wird. Um die Sicherheit zu gewährleisten, gründete er eine kommunale berittene Polizei, die den Wald (1/3 der Gemeindefläche) schützen soll, und stattete den Rest der Stadt mit Videoüberwachung aus. Heute ist die Kriminalität der Gemeinde um die Hälfte niedriger als die des Durchschnitts der anderen Essonne-Gemeinden.
1997 wurde er als Abgeordneter der Nationalversammlung gewählt. 2008 wurde er als Bürgermeister von Yerres mit 79,70 % der Stimmen im ersten Wahlgang wiedergewählt. 2012 wurde er im 8. Wahlkreis des Essonne mit 61,39 % der Stimmen im zweiten Wahlgang gegen eine sozialistische Kandidatin wiederum in die Nationalversammlung gewählt.

### Werdegang in der UMP
Bei der Gründung der Union pour la Majorité Présidentielle stellte er sich am 17. November 2002 zur Wahl für die Leitung mit Sylvie Perrin und Christophe Beaudouin gegen Alain Juppé, Rachid Kaci, Brigitte Freytag und Mourad Ghazli. Er erhielt 14,9 % der Delegiertenstimmen.
Im November 2004 stellte er sich erneut für das Präsidentenamt der UMP gegen Nicolas Sarkozy und Christine Boutin, wobei er diesmal 9,7 % der Stimmen erhielt.
Politisch stellte er sich gegen den Contrat Première Embauche und gegen die Privatisierung von Gaz de France. Er erklärte im Oktober 2005 seine Kandidatur zur Präsidentschaftswahl 2007 und musste aber aufgeben, weil er nicht die nötigen 500 Unterschriften von Amtsträgern erhalten konnte. Trotz seines Dissens mit Nicolas Sarkozy rief er letztendlich dazu auf, im zweiten Wahlgang der Präsidentschaftswahl 2007 für ihn zu stimmen.

### Referendum zur europäischen Verfassung
Im Mai 2004, im Vorfeld des französischen Referendums zur europäischen Verfassung, präsentierte er den Antrag „Für ein anderes Europa“ während eines nationalen Komitees der UMP, für den er 20 % der Stimmen erhielt.
Er forderte, im Referendum am 29. Mai 2005 gegen die Verfassung zu stimmen, nachdem er das „Comité pour le non à la constitution européenne“ (Komitee für das Nein zur europäischen Verfassung) gegründet hatte.

### Gründung von Debout la République (Steh auf, Republik)
In Opposition zu Nicolas Sarkozy verließ er die UMP am 13. Januar 2007 und gründete am 31. März 2007 die Partei Debout la République. Die Grundfeste dieser neuen Partei, die sich auf die Verteidigung der gaullistischen und republikanischen „gewissen Idee Frankreichs“ bekennt, ist der Pakt für Frankreich, der die herausgehobenen Ideen und Werte zusammenfasst.
Am 10. Juni 2007 wurde Nicolas Dupont-Aignan im 8. Wahlkreis des Essonne mit 57,38 % der Stimmen im ersten Wahlgang gegen neun andere Kandidaten – keiner davon UMP – gewählt.
Aufgrund seines Dissens mit der von Sarkozy geführten Politik (u. a. Lissaboner Vertrag, Steuerpaket „Loi en faveur du travail, de l’emploi et du pouvoir d’achat“, proamerikanische Politik) schied Nicolas Dupont-Aignan mit seiner Partei endgültig aus der UMP aus und saß danach als Fraktionsloser im Parlament. Im April 2008 stimmte für den Misstrauensantrag der Sozialisten.
Debout la République stellte Listen in ganz Frankreich für die Europawahl 2009 auf. Der Abgeordnete war selbst Dritter auf der Liste der Region Paris. Debout La Republique erhielt auf dem Kontinent 2,04 % (außer Region Süd-West, weil die Stimmzettel dort in den Wahllokalen verteilt werden konnten), 1,82 % Region Süd-West eingeschlossen.
Nicolas Dupont-Aignan war Spitzenkandidat seiner Liste in der Region Paris für die Regionalwahlen 2010: Diese erhielt 4,15 % der Stimmen im ersten Wahlgang.

### Kandidatur zur Präsidentschaftswahl 2012

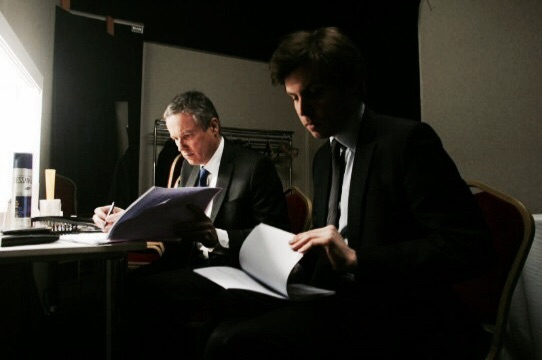
Nicolas Dupont-Aignan und sein Sonderberater Damien Lempereur während des Wahlkampfes 2012

Am 21. November 2010 erklärte Nicolas Dupont-Aignan seine Kandidatur zur Präsidentschaftswahl 2012 während des alljährlichen Kongresses seiner Partei Debout la République, indem er sich als Kandidat für den Euroaustritt präsentierte und für die Wiederkehr des Franken. Er erhielt im März 2012 708 Unterschriften, mehr als die 500 nötigen, um an der Präsidentschaftswahl teilnehmen zu können.
Mit zusammen 643 907 Stimmen im ersten Wahlgang, oder 1,79 % der gültigen Stimmen, wurde Nicolas Dupont-Aignan Siebter vor Philippe Poutou, Nathalie Arthaud und Jacques Cheminade. In der Stadt Yerres, wo er Bürgermeister war, war er Erster (24,88 %). Er gab keine Wahlempfehlungen für den zweiten Wahlgang ab.

### Präsidentschaftswahl 2017 und danach
Im 2016 erklärte Dupont-Aignan seine Kandidatur für die Präsidentschaftswahl 2017. In einer Wahlkampfsendung auf France 2 warf er der Tageszeitung Le Figaro Zensur vor und sagte, Frankreich sei eine „Operettendemokratie“. Im April 2017 im ersten Wahlgang erhielt er 1.695.186 Stimmen (4,70 %) und schied damit aus dem Rennen.
Ungeachtet seiner bisherigen Ablehnung des Front National und gegen parteiinterne Kritik gab er Ende April ein Wahlbündnis mit Marine Le Pen bekannt, das u. a. im Fall der Wahl von Marine Le Pen ihm das Amt des Premierministers sichern sollte; dieses Wahlbündnis wurde bereits kurz nach der Wahlniederlage Le Pens und vor den Parlamentswahlen vom Juni 2017 wieder aufgekündigt. In der darauffolgenden Parlamentswahl wurde er im Juni 2017 erneut als Abgeordneter seines Wahlkreises in Essone im zweiten Wahlgang gewählt.
Bei den Europawahlen im Mai 2019 scheiterte er mit 3,51 % der Stimmen an der 5 %-Sperrklausel.
Auch im April 2022 kandidierte er bei den Präsidentschaftswahlen; er scheiterte wiederum schon im ersten Wahlgang mit 2,06 % der Stimmen. Wie schon 2017 gab er für die Stichwahl eine Wahlempfehlung für Marine Le Pen ab. Bei den Parlamentswahlen 2024 verlor er seinen Sitz im Nationalversammlung.

## Politische Identität

### Gaullist und Souveränist

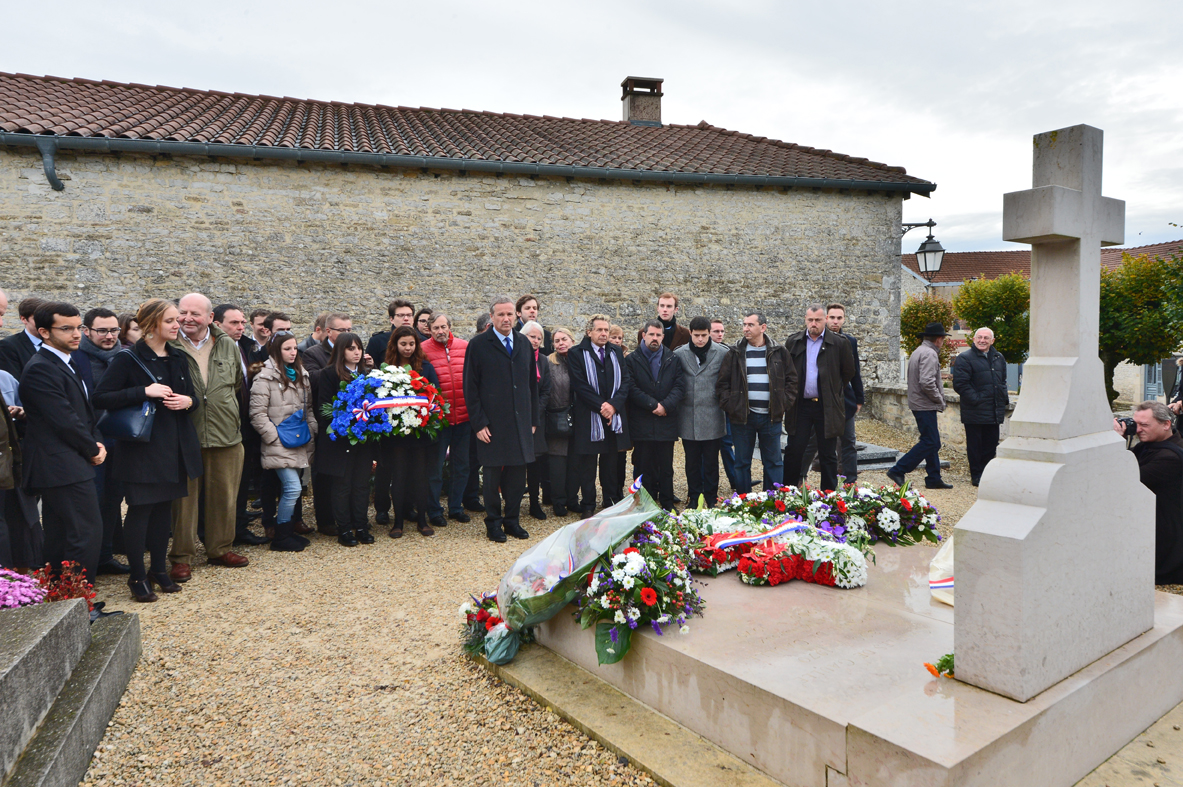
Nicolas Dupont-Aignan am Grab von Général de Gaulle am 9. November 2014 in Colombey

Nicolas Dupont-Aignan hat sich immer als resoluter Gaullist, Republikaner und Souveränist erklärt, der sich dem französischen nationalen Staat und der Stellung Frankreichs in der Welt verbunden gefühlt hat. Im Anschluss an Charles de Gaulles „gewisse Idee Frankreichs“ legt er seine Positionierung in der souveränistischen Bewegung fest, die gegen den Euro und die heutigen europäischen Institutionen (Europäische Kommission, EZB usw.) ist, die er technokratisch bezeichnet und die gegen die Interessen des Landes vorgingen. Soweit er sich nicht im geläufigen französischen Rechts/Links erkennt, bekämpft Dupont-Aignan die Europäische Union, von der er meint, dass sie „ein autoritäres föderales Modell aufzwingt, dass sie gegen die Nationen und antidemokratisch ist, dass sie aus technokratischen, vor dem Volke nicht verantwortlichen Organisationen zusammengesetzt ist“, wohingegen er darauf besteht, „ein neues Europa der Nationen und der Kooperationen im Rahmen eines einfachen Vertrages, der sich auf die Gestaltung der Macht beschränkt, aufbauen zu wollen“. Sein europäischer Antiföderalismus und seine souveränistische Position (verwandt zu denen von Philippe de Villiers oder Jean-Pierre Chevènement) haben ihn dazu gebracht, gegen viele europäische Verträge (darunter Vertrag von Maastricht) zu agitieren und aus der UMP 2007 auszutreten. In seinen heftigen Erklärungen beschuldigt er den Euro, dass er mehr eine politische als eine wirtschaftliche Entscheidung sei, die, seiner Meinung nach, die französische Wettbewerbsfähigkeit erwürge. Jedoch gibt er an, dass er „nicht für den Frexit, zumindest nicht sofort“, sei. Er bevorzugt, zuerst den „europäischen Aufbau umzuorientieren“, und dass er in dieser Hinsicht „verschieden zu Marine Le Pen“ sei.
Die souveränistischen Aussagen von Dupont-Aignan (und die seiner Partei, Debout la France) weisen Parallelen mit seinem beanspruchten gaullistischen Erbe auf. Indem er sich als „sozialen Gaullisten“ beschreibt, will Dupont-Aignan die großen republikanischen Grundfesten (die öffentliche und laizistische Schulpflicht, Laizismus, Sicherheit, Ordnung usw.) sowie einen moderaten Patriotismus auf verschiedenen Ebenen (wirtschaftlich, politisch usw.) verteidigen. Wenn er auch konservative Standpunkte in den gesellschaftlichen und politischen Bereichen vertritt und somit im rechten Feld der politischen Bühne angesiedelt wird, bekennt sich vor allem Dupont-Aignan zu seinen patriotischen Überzeugungen und will nicht rechts oder links eingestuft werden.

### Kritiker des „Systems“

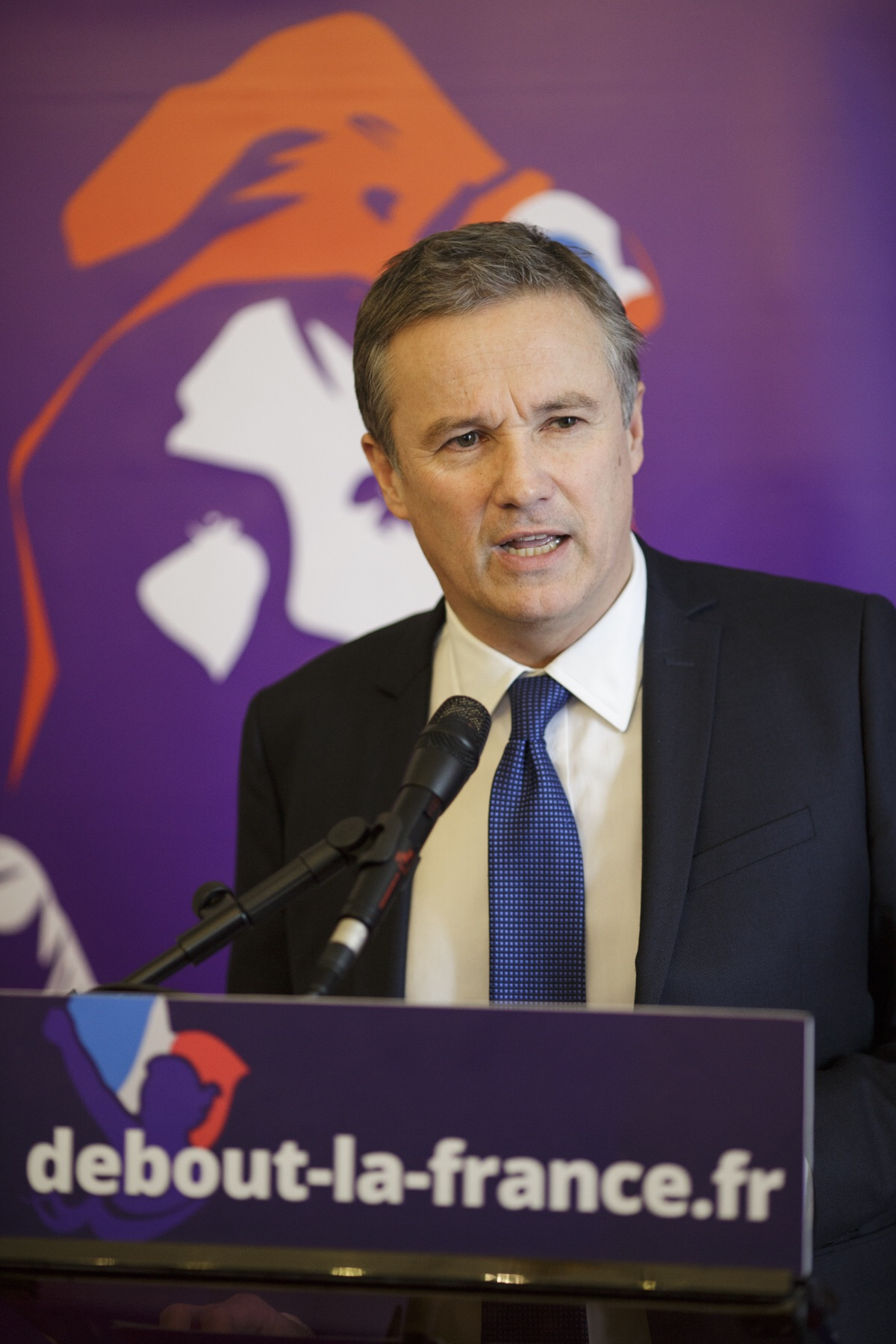
Neujahrsansprache von Nicolas Dupont-Aignan vor der Presse am 22. Januar 2015

Nicolas Dupont-Aignan stellt sich, manchmal virulent, gegen das, was er das „System“ nennt, das heißt gegen die Mehrheitsparteien UMP und PS (und in geringerem Umfang gegen die UDI und die EELV). Er beschuldigt sie seit Jahrzehnten, die Staatsmacht monopolisiert zu haben und kein anderes Ergebnis als „erbärmlich gescheitert“ zu sein, besonders indem sie die europäische Institutionen über mehrere Verträge (Maastricht, Lissabon) installiert haben, die die Souveränität Frankreichs in vielen Bereichen (Währung, Haushalt, Finanz usw.) beeinträchtigt haben. Das „System“ gleichstellend mit dem, was er „UMPS“ nennt, prangert er öfters an, dass es aus seiner Sicht die Arbeitslosigkeit, den Schwund der Kaufkraft, die schlechten Wirtschaftsergebnisse, wie auch die zunehmend schlechte Sicherheit zu verantworten habe, damit die zwei großen Parteien (RPR/UMP und PS) meinend, die seit den 1980er-Jahren aufeinander folgen. Seiner Meinung nach hat die Zunahme der Entscheidungen der Europäischen Union zu dem Verlust der nationalen Unabhängigkeit geführt. Somit meint Dupont-Aignan, dass keine wirkliche Links/Rechts-Spaltung mehr existiert, die Linke (PS), wie die traditionelle Rechte (UMP) gehorchen, laut ihm, den Einweisungen der Europäischen Union, um letztendlich die gleiche innere Politik, die er als „verheerend“ beurteilt, auszuführen.
Mehrere Medien, wie Les Inrockuptibles untersuchten die Fragen über die Nähe von Dupont-Aignan und von Debout la France zum Front national (FN). Wenn die Ideen von Dupont-Aignan, besonders in Sachen Positionierung gegenüber der Europäischen Union oder der gesellschaftlichen Werte (Schule, Familie, Nation, Ordnung usw.), in manchen Punkten mit dem FN übereinstimmten, wehrte er sich gegen die Anschuldigungen des Rechtsextremismus. Wenn er auch Marine Le Pen für moderater als ihren Vater hält, meinte er, dass sie „gefangen“ in dem von ihm geerbten ideologischen Rahmen sei. Bis dahin verweigert er sich jeglicher Allianz mit dem FN oder dem Rassemblement bleu Marine mit der Begründung, dass die lepenistische Bewegung eine unvereinbare Tendenz mit einer gaullistischen und republikanischen Linie bewahrt. Somit bleibt, seiner Meinung nach, der Front national „rechtsextrem, weil Jean-Marie Le Pen immer noch dessen (Ehren)Präsident ist“. Weiterhin provozierten die Aussagen von Marine Le Pen die Spaltung der Franzosen provoziert und, wenn auch sozial-wirtschaftliche Ähnlichkeiten bestünden, sei ihr Programm zu „staatslastig“, und gar im Grenzbereich des Kollektivismus. Besonders wollte Dupont-Aignan seinen „moderaten und republikanischen Patriotismus“ hervorheben und wirft der sog. „UMPS“ vor, sich des FN zu bedienen, um an der Macht zu bleiben, da das politische Spektrum irreführend sei, indem es nur eine Alternative zugunsten der Ersten vorschlägt: dem sog. „UMPS“ oder FN, diese Wahl, der er sich verweigere sich anzuschließen (erklärt somit sein für die Europa-Wahl 2014 eingeführtes Schlagwort „Ni système, ni extrêmes“ – kein System, keine Extreme). Jedoch schloss er eine Annäherung mit Marine Le Pen nicht aus, wenn er eine positive Veränderung in Richtung Zurückhaltung und weniger extremistischer Linie des Front national feststellen sollte.

### Politische Strategie

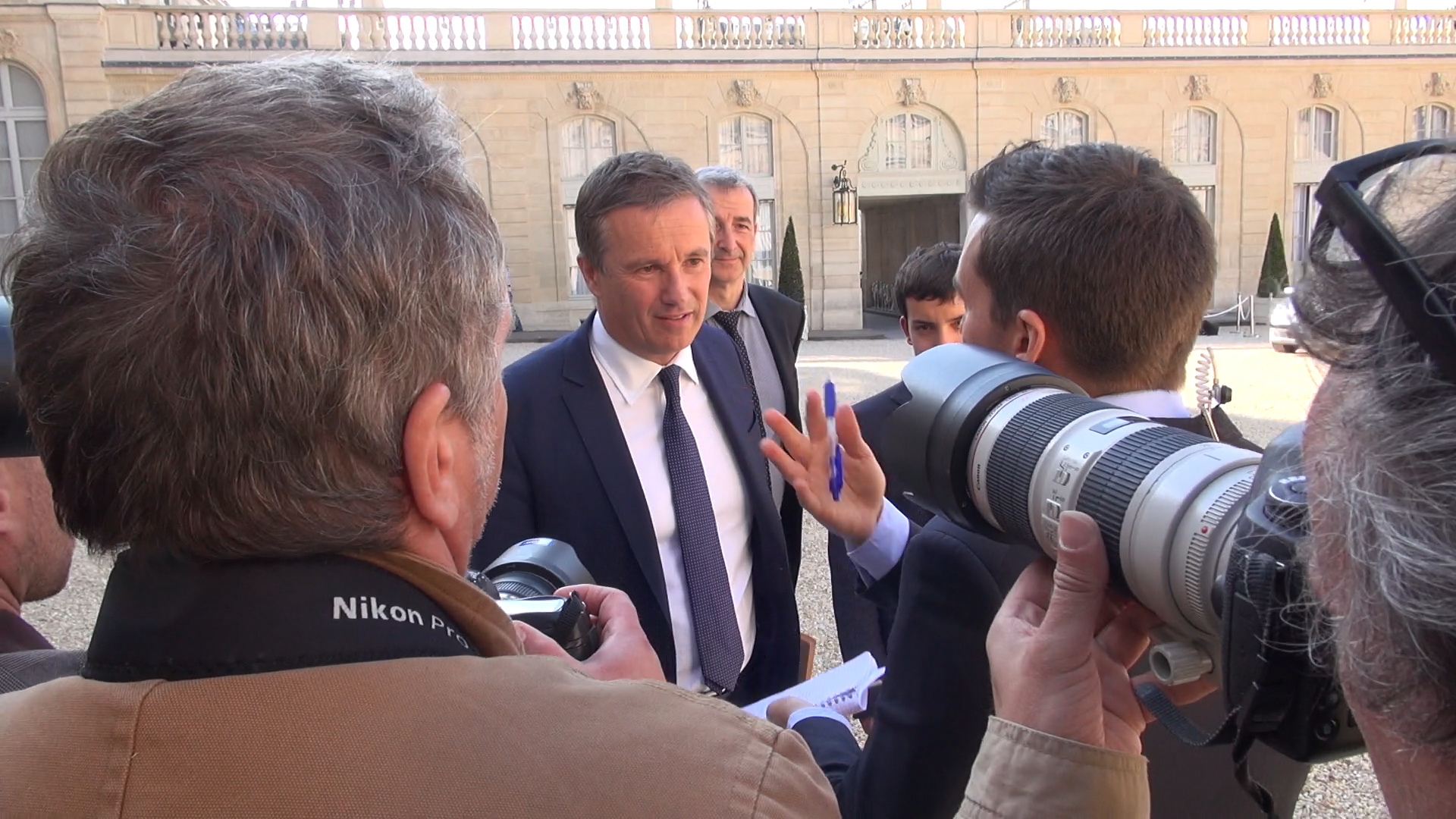
Nicolas Dupont-Aignan vor dem Élysée-Palast von der Presse befragt

Er ist offen gegenüber jeglichen Allianzen oder Unterstützung von dem rechten bis zum linken Lager. Er sagt, dass er zuallererst mehr die Ergebnisse als das politische Etikett der Politiker betrachte. So unterstützt er die Ligue du Sud (die Südliga) bei der Département-Wahl 2015 im Vaucluse und in den Alpes de Haute-Provence, wie auch die Mouvement républicain et citoyen (Republikanische und bürgerliche Bewegung) oder auch die Mouvement pour la France (Bewegung für Frankreich).
Vor dem FN unterstützte er die Kandidatur von Robert Ménard für die Kommunalwahlen von Béziers. Er ging später auf Distanz von ihm, indem er Kandidaten gegen ihn für die Département-Wahl 2015 im Hérault aufstellte.
Er würde eine Allianz mit dem Front de gauche (Linke Front) eingehen, wenn es darum ginge Frankreich zu retten.
Er wolle auch mit dem Front national Gespräche führen und schließt nicht aus, mit ihm zu regieren, wenn er von seinem Hinterlager „die Fremdenfeindlichkeit und den Rassismus“ entfernt. 2012 sagte er, Marine Le Pen könne unter ihm seinen Premierminister sein.
Nicolas Dupont-Aignan unterhält gute Beziehungen zu Mitgliedern der UMP, wie Henri Guaino, Jacques Myard, Lionnel Luca, Rachida Dati, Laurent Wauquiez, denen er die Hand reicht, damit sie zu ihm stoßen. Dank seinen Beziehungen konnte sein Zögling, François Durovray, zum Präsidenten des Département Essonne Rates wählen lassen, der früher sein Kabinettsdirektor im Gemeinderat von Yerres war.

### „Fake news“
Nicolas Dupont-Aignan wird vorgeworfen, wissentlich verfälschte und bewusst alarmistische Nachrichten zu verbreiten, mit dem reinen Ziel, öffentliche Aufmerksamkeit zu erregen. Unter anderem verbreitete er im Vorfeld zu Frankreichs Unterschrift zum Migrationspakt von Marakesch im November 2018 die These von Marine Le Pen, der Pakt erhöhe die Gefahr einer islamistischen Bedrohung, stelle eine Falle für Frankreich dar und führe zu einem „Migrationschaos“. Ebenso verbreitete er im Januar 2019 die These, der mit Deutschland unterzeichnete Vertrag von Aachen sei unter Geheimhaltung abgeschlossen worden und bedeute einen Ausverkauf Frankreichs, u. a. weil er zu einer Teilung des französischen UN-Sicherheitsratsitzes führe.

## Politische Ideen

### Mitbestimmung der Bürger
Von seinem beanspruchten gaullistischen Erbe her ist er sehr den Institutionen der 5. Republik und den politischen Grundsätzen des General de Gaulle verbunden. Somit ist Debout la France ein glühender Verfechter des Referendums, das er für unumgänglich in Sachen der nationalen Souveränität hält, vor allem für die Ratifizierung „jeglichen neuen europäischen Vertrages“, für „jede neue Verfassungsänderung“, gar für „jede neue Privatisierung oder die Abtretung nationaler Aktiva“. Außerdem möchte er die Bürgerinitiativen für einen Volksentscheid fördern, indem man „die erforderliche Zahl an Unterschriften auf 2 Millionen heruntersetzt“. Ein anderes Versprechen von Dupont-Aignan für die Präsidentschaftswahl 2012 waren fünf Volksabstimmungen über den Euroaustritt, die Justizreform in Sachen Strafverfahren, die territoriale Entwicklungspolitik, die Bildungsreform und die Grenzkontrollen, inklusive Steuerung der Immigration.
Der Ex-Kandidat plant auch die Erkennung der Leerstimmen mit gekoppelter Wahlpflicht, damit „die Bürger ihre Nation zurückgewinnen“. Ziel: „Messen, was die traditionellen Parteien für die Franzosen wirklich wert sind“ und „besser die Unzufriedenheit der Bürger berücksichtigen“. Jedoch stellt er sich gegen das Wahlrecht für Ausländer.
Er möchte eine Dosis Verhältniswahl für die Parlamentswahlen einführen und fordert ein Gesetz über den Ausschluss korrupter Amtsträger von Wahlen.

### Der Vorrang der Leistung

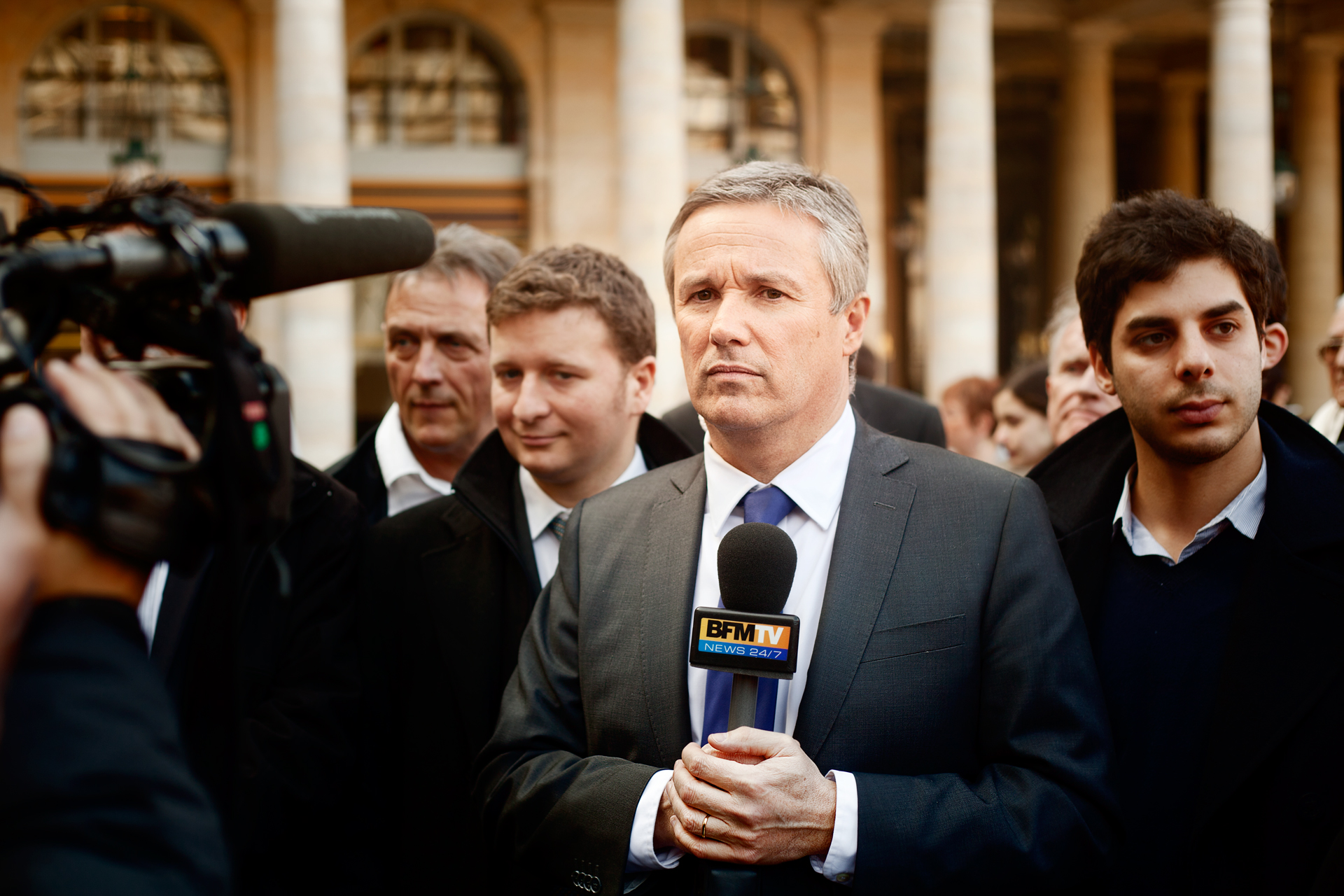
Überbringung der 750 Patenschaften vor dem Verfassungsrat in 2012

Er verteidigt Positionen, die sowohl klar als auch streng in Sachen Bildungssystem sind. „Die Schule der Republik soll jedem Bürger ermöglichen, durch seine Anstrengung und Arbeit Gelegenheiten zu finden, um sich in der Gesellschaft integrieren zu können“. Dupont-Aignan wertet besonders die Schule als einen Faktor der nationalen Integration. Auch wenn er die bürgernahe Erziehung auf die Basis der öffentlichen, universellen, obligatorische, laizistische und anspruchsvolle Schule lobt, zeigt er „die drei Mängel“ auf: die Arbeitsbedingungen, „die für den Unterricht immer schlimmer werden“, der „fehlende Anreiz für die Arbeit“ und einen „krassen Mangel im Unterricht in die Grundfeste“, gekoppelt mit der schlechten Artikulation zwischen der Sekundarstufe und dem Hochschulstudium. Willens, die „Schule wiederaufzubauen“, ambitioniert er dieses Ziel, um gleichzeitig prioritäre Punkte in Angriff zu nehmen: „die Lehrerschaft neu motivieren“, „die Autorität in der Erziehung restaurieren“, die Anstrengung und die Leistung rehabilitieren, sowie die Studiengänge festigen und verbessern wie auch ihre Ergebnisse. Das Bildungsministerium soll in „Ministerium für Schulungswesen“ umbenennt werden und das Lernen der Grundfesten soll die erste Sendung der Schule sein. Seine Partei schlägt vor, „die Überstunden zugunsten der Nachhilfe zu fördern“ und auch „die Regel des Nicht-Ersatzes der Hälfte der Beamten in der Bildungsbehörde abzuschaffen“, „die Umorientierung der Lehrer zu ermöglichen“, „die in eine neue Behörde wechseln wollen, das obligatorische Siezen wiedereinzuführen“, „die Autorität der Lehrer für die Einberufung des Disziplinarrates zu erweitern“, „die Kinderfreibeträge vom Schulbesuch abhängig zu machen“ oder auch die Möglichkeit sitzen zu bleiben. Eine andere wichtige Maßnahme von Debout la France besteht darin, „Lehranstalten für schwierige Fälle zu gründen, in denen disziplinarische Bedingungen mit Uniform und militärischen Betreuung herrschen“, mit dem Ziel, „von den Schulen die Unruhestifter zu entfernen und diese Jugendliche umzuerziehen“. Dazu will die Bewegung von Dupont-Aignan das Erlernen der französischen Sprache festigen, die in Frankreich schlecht angesehenen Zweige (Technologie- und Berufslehre) entwickeln, wie auch das Niveau der Lehre erhöhen.

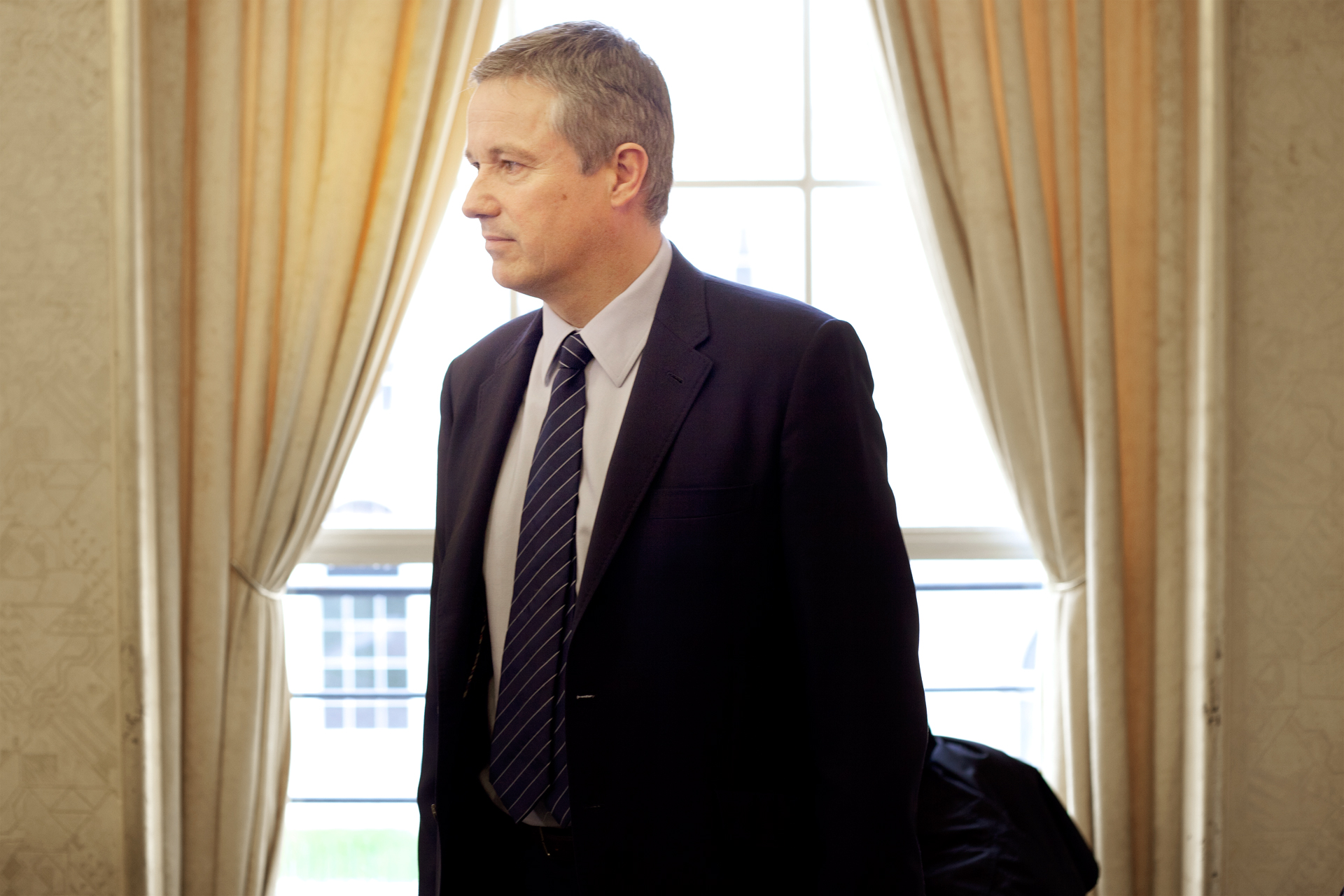
Nicolas Dupont-Aignan in seinem Bürgermeisterbüro

Was das Hochschulsystem angeht, meint er, dass „das Gesetz für die Autonomie der Universitäten den Vorteil hat, private Investitionen zu erlauben und die Universität auf die Berufswelt zu öffnen“. Andererseits prangert er „die Angleichung unseres System an das angelsächsische Modell, das die Verteuerung der Ausbildung verursacht“, an und „die Stagnation des Hochschulzugang einer Generation um 25 %, wohingegen er in anderen Ländern um 40 bis 50 % liegt“. Infolgedessen schlägt Nicolas Dupont-Aignan die Hochschulbildung auf 2 % des BIP zu erhöhen. Er hofft somit, dass Frankreich seinen Rückstand aufholen kann und dass die Partnerschaften zwischen den Eliteschulen, die Universitäten und die IUT (technische Hochschule) verstärkt werden können. Sein Ziel ist „ein demokratischerer Zugang zu den Hochschulen durch Stipendien für Leistungsträger und die Reduzierung der Studiengebühren“. Um Richtungsfehler zu vermeiden, schlägt er vor, „einen Numerus clausus für Zweige mit begrenztem Berufsmarkt“ einzuführen. Die Partei wünscht, dass „der Staat die kostenlose Aufnahmeprüfung in den Eliteschulen“ garantiert, die seiner Meinung nach die Studenten auspressen. Er stellt dennoch nicht das System der Eliteschule in Frage und unterstützt die Vorbereitungsklassen. „Sie haben ihre Effizienz nachgewiesen und zeigen wie durch dieses pädagogische System Arbeit und Anstrengung den schulischen Erfolg garantieren“, beteuert er. Dafür ist er, wegen der sozialen Gerechtigkeit, gegen die Selektion bei der Aufnahme in die Vorbereitungsklassen. In seinem Programm von 2012 schlägt er eine Maßnahme vor, „das Ausbildungskapital, das den Jugendlichen ohne Diplome zusteht, um eine zweite Chance mit einer neuen Orientierung im Bildungssystem zu erhalten“. Sie könnten über dieses Ausbildungskapital während ihr Berufsleben verfügen, doch erklärt der Kandidat nicht die begleitenden Bedingungen dieser Maßnahme. Nicolas Dupont-Aignan sagt aus, dass er den Jugendlichen die „Berufssicherheit“ geben möchte. Er legt den Schwerpunkt auf die Verbesserung der Lebensbedingungen der Studenten. Er schlägt ebenfalls vor, „die Studiengebühren der Handelsschulen zu halbieren“ und „den Banken Studentendarlehen zu 0 % Zinsen für die Finanzierung des Studiums“ aufzuerlegen. Der Kandidat bemängelt die verspätete Auszahlung der Stipendien. Er schlägt vor, „einen von den Studentenwerke validierten Finanzierungsplan einzuführen, der die Stipendien zur rechten Zeit auszahlt“. Dazu müssten sie monatlich überwiesen werde, damit die Studenten ihre Wohnung während des Sommers zahlen können. Zum Schluss möchte er die Mindestvergütung des Praktikums um 50 % erhöhen.

### Euroskeptisch
Er führt vor allem ein auf die nationale Souveränität Frankreichs gerichtetes Programm auf, wo er sich klar im Herzen der souveränistischen Bewegung gegen den Euro und die europäischen Institutionen positioniert. Da seine Partei radikal dem europäischen Föderalismus widersteht, rügt er den heutigen europäischen Aufbau mitsamt supranationalen Institutionen, die „gegen die Nationen, antidemokratisch und technokratisch“ sind.
Debout la France will die Europäische Union reformieren, die von den ursprünglichen Zielen abgelenkt wurde. Da er mit dem Föderalismus sowohl auf der wirtschaftlichen wie auf der politischen Ebene brechen möchte, ist DLF eine Befürworterin des „Europa der Nationen“, das sich radikal von den heutigen Institutionen, wie der Europäischen Kommission oder der EZB, unterscheidet. Somit kämpft die Partei für die „Aushandlung eines neuen konföderalen Vertrages, der den Nationen ihren Handlungsspielraum wieder geben“ würde und den Grundstein für eine konföderale „Gemeinschaft europäischer Staaten“ legen, die demokratischer und wirkungsvoller wäre.
Er verlangt praktisch den Abbau der supranationalen Strukturen wie der Europäischen Kommission, der EZB usw. Er schlägt vor, sie durch Agenturen für die europäische Kooperation zu ersetzen, die europäische Projekte der teilnehmenden Staaten, wie z. B. Airbus, durchführen. Solche könnten auf die technologischen, wissenschaftlichen usw. Bereiche erweitert werden.
Er möchte ein neues europäisches Währungssystem mit fester Parität gründen, das auf Länder wie Großbritannien, Schweden, Dänemark und Russland erweitert werden könnte. Dupont-Aignan will alle europäischen Verträge aufkündigen. Sein Ziel ist es, ein neues Europa der Staaten mittels eines einfachen Vertrages aufzubauen, das sich auf die Organisation der Befugnissen begrenzt.

### Wirtschaftlicher Interventionismus

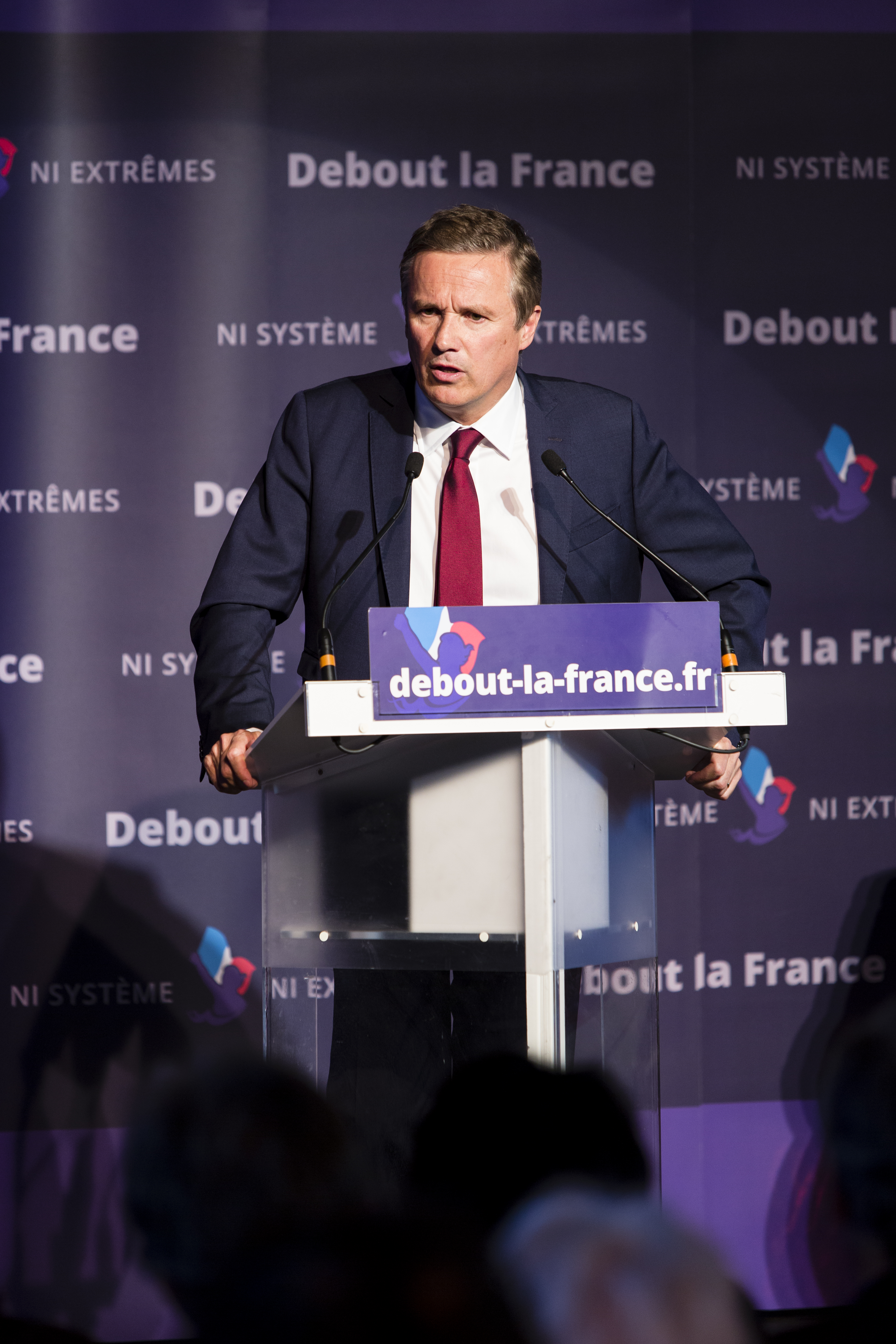
Meeting Debout la France in La Belleviloise – Paris, den 20. Mai 2014 – mit Nicolas Dupont-Aignan und Dominique Jamet

Wenn er den wirtschaftlichen Neoliberalismus stark misstraut, sogar zurückweist, den er als „anarchistisch“ bezeichnet, kritisiert er maßgeblich die Globalisierung, die übermäßig die Grenzen zugunsten der Interessen Einiger und nicht der ganzen Nation öffnet. Als Ursache für die soziale Misere und die Arbeitslosigkeit weist er dem heutigen Euro, den Verlagerungen, der unehrlichen Konkurrenz mit niedrig Lohnkosten Länder (China, Polen usw.) und den Rückgang der Staatsmacht gegenüber den Finanzmärkte und weltweit agierenden Konzerne (insbesondere zum Thema Staatsverschuldung) die Schuld zu. Wenn er den Kapitalismus in seiner liberalsten Art kritisiert, den er durch einen „gezielten“ und „vernünftigen“ Protektionismus (Zollabgaben, wirtschaftlichen Patriotismus) abmildern möchte, weigert er sich dennoch das Land gegen den weltweiten Handel nach kommunistischer oder sozialistischer Art abzuschotten. Er widersetzt sich nicht der Marktwirtschaft, solange sie „vernünftig“, „moderat“ und gemäßigt reguliert ist. Sich pragmatisch wie auch innovierend und moderat in Sachen Wirtschaft bezeichnend, schreibt er eine Senkung der Sozialabgaben für die Unternehmen und eine Währungsabwertung (nach den Euroaustritt), sowie die Unterstützung neuer technologischer und wissenschaftlicher Projekte vor.
Er möchte die Banque de France (französische Zentralbank) unter politischer Kontrolle setzen und ihr die nationale Verschuldung ausgleichen lassen. Nicolas Dupont-Aignan will die Verschuldung der zukünftigen Generationen beenden. Er schlägt vor, den Staat zu reformieren, um „die Verschwendung und die Verstreuung der öffentlichen Gelder“ zu begrenzen: der Personalbestand der Beamtenschaft verlegen werden und die Zielsetzungen der Ministerien vertraglich binden.
Er beabsichtigt alle sozialen und Steuer Freibeträge zu überprüfen und die Unnötigen und Kostspieligen zu kappen. Er möchte die Quellenbesteuerung einführen, um gegen den Betrug zu kämpfen. Er will eine neue Steuerklasse zu 50 % für die Einkommen über jährliche 300 000 Euro erstellen. Als Souveränist möchte er ein Steuersystem etablieren, das mit der Staatsangehörigkeit, wie in den USA, verbunden ist. Zum Schluss will er den Wohnsitz von der Berechnung der ISF (Reichensteuer) ausschließen.

### Der Kampf gegen die Einmischung
Als Gaullist spricht er sich für eine unabhängige Außenpolitik aus, die auf dem souveränen Recht der Völker auf Selbstbestimmung stützt.
Somit verlangt er den Austritt Frankreichs aus dem integrierten Militärkommando der NATO und wünscht sich eine unabhängige Außenpolitik.
Er fordert einen Schutz und eine Unterstützung für die Wirtschaft Afrikas gegen die weltweite Konkurrenz, damit der Kontinent sich selbst ernähren kann und eine eigene Wirtschaft über eine Ausbeutung der Bodenschätze hinaus entwickeln kann.
Er fordert die Anerkennung des palästinensischen Staates.
Mit der Begründung, am wichtigsten sei der Kampf gegen den islamischen Staat, fordert er die Einstellung des politischen Kampfes gegen Baschar al-Assad.

### Sozialer Konservatismus
Seine Einstellungen in sozialen Fragen sind auch so prägend, da er die Reformen in Sachen Sozialausgaben für notwendig hält und dennoch das Unterbieten der sozialen Standards verweigert. Er vertritt die Auffassung der Teilhabe der Arbeitnehmer am Betriebskapital, mit dem Ziel 15 % in jedem französischen Unternehmen zu erreichen.
Er will um 50 % die Immigranten (außer Studenten) – Familienzusammenführung, Arbeit, Asylanten – während sein zukünftiges Mandat reduzieren, „den Schengen-Vertrag aufkündigen“, „gegen die Schwarzarbeit kämpfen“ (Kontrolle verstärken, Verschärfung der Bestrafung der schuldigen Arbeitgeber) und „auf fünf Jahre die Zeit verlängern, die den Erwerb der Staatsangehörigkeit durch Heirat ermöglicht, um gegen die Scheinehen vorzugehen“. Gemäß seiner Vorstellung sollte eine wirkungsvolle Immigrationspolitik sowohl im Innern regulieren werden, wie auch durch die Entwicklung der Länder oder der Gebiete, die die Quelle der Emigrationsströme sind. Dupont-Aignan will deshalb „die Entwicklungshilfe (direkte Investitionen, Studienaustausch, usw.) mit den Emigrationsländer, besonders Afrika ankurbeln und verstärken“ und diese Hilfe „mit der Beherrschung der Migrationsströme koppeln“. Auch wenn die Partei sich hohe Ziele setzt, hält sie die 0-Immigration für unmöglich und utopisch, sogar wenig wünschenswert, da sie sich für eine strenge Integrationspolitik einsetzt. Während des 2015 einsetzenden Migrationsstrom initiierte sie ein Volksbegehren, damit die Franzosen entgegen dem Schengener Abkommen die Wiedereinführung der Grenzkontrollen befürworten.
Er ist gegen künstliche Befruchtung, Leihmutterschaft, Sterbehilfe und das Adoptionsrecht für homosexuelle Ehen. Dazu ist er in Bezug auf Letzteres gegen die Aufhebung des Abstammungsbegriffes. Dafür befürwortet er eine zivile Vereinigung für gleichgeschlechtliche Menschen (ohne dennoch das Wort Ehe zu benützen) und Kostenerstattung des Schwangerschaftsabbruches.

### Bekämpfung der „Laxheit“
Nicolas Dupont-Aignan protestiert entschieden gegen die von ihm betrachtete „richterliche Laxheit“. Er unterstützt das Institut pour la Justice (Institut für die Gerechtigkeit), einen Verein, der sich für eine schützende Haltung der Justiz gegenüber den Opfern einsetzt. Er kritisierte vehement die damalige Justizministerin Christiane Taubira, deren Rücktritt er regelmäßig forderte.
Er schlägt in seinem Programm von 2012 vor, in den stillgelegten Kasernen 20 000 Gefängnisplätze einzurichten, die wirkliche lebenslängliche Freiheitsstrafe umzusetzen, den automatischen Straferlass abzuschaffen.
Für die Bestrafung von Terroristen möchte er das Zuchthaus von Cayenne in Französisch-Guayana wiedereröffnen. Er änderte 2016 seinen Vorschlag in die Einführung einer Gefängnisstrafe auf dem Kerguelen Archipel. Nach den Attentate im Januar 2015 in Frankreich forderte er den Ausnahmezustand, die Aberkennung der Staatsangehörigkeit für doppelten Staatsangehörigen, die im Feindlager kämpfen, eine Isolierhaft für die Franzosen, die vom Dschihad zurückkommen, die Einstellung des Schengener Abkommens und die Wiedereinführung der Grenzkontrollen, um den Bewegungen der Dschihadisten und den Waffenverkehr zu verhindern.

### Internet
2009 ergriff Nicolas Dupont-Aignan Partei gegen das von Kulturministerin Christine Albanel eingebrachte Hadopi-Gesetz. Gleichzeitig brachte er ein Buch bei dem Verlag Libro Veritas heraus, das auch im Internet frei zugänglich ist. Am 11. März 2009 verteidigte er im Parlament die globale Lizenz, weil er das Internet als „fantastisches Mittel für die Verbreitung der Kultur“ hält und „die Demokratie in die gute Richtung ändert“.

## Umfeld

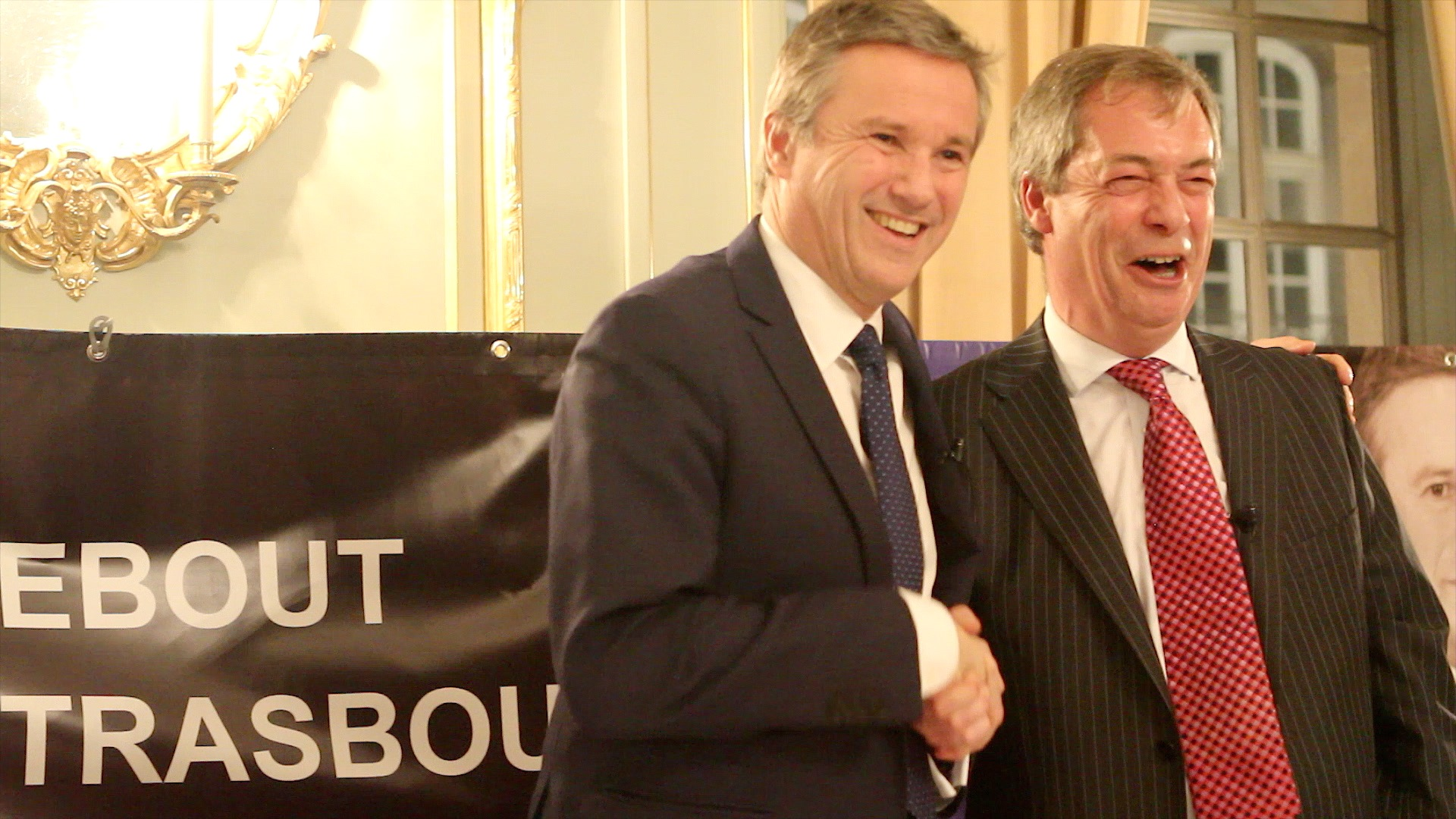
Nicolas Dupont-Aignan und Nigel Farage in Straßburg, am 6. Dezember 2013

Auf europäischer Ebene ist er mit der britischen UK Independence Party (UKIP) von Nigel Farage, mit der italienischen Fünf-Sterne-Bewegung von Beppe Grillo und den Unabhängigen Griechen des Verteidigungsministers Panos Kammenos in Griechenland verbündet. Im Mai 2013 veranstaltete seine Partei ein Meeting, das euroskeptische Persönlichkeiten wie Nigel Farage von UKIP, Timo Soini von den Wahren Finnen und Slawtscho Binew von Ataka zusammenbrachte.

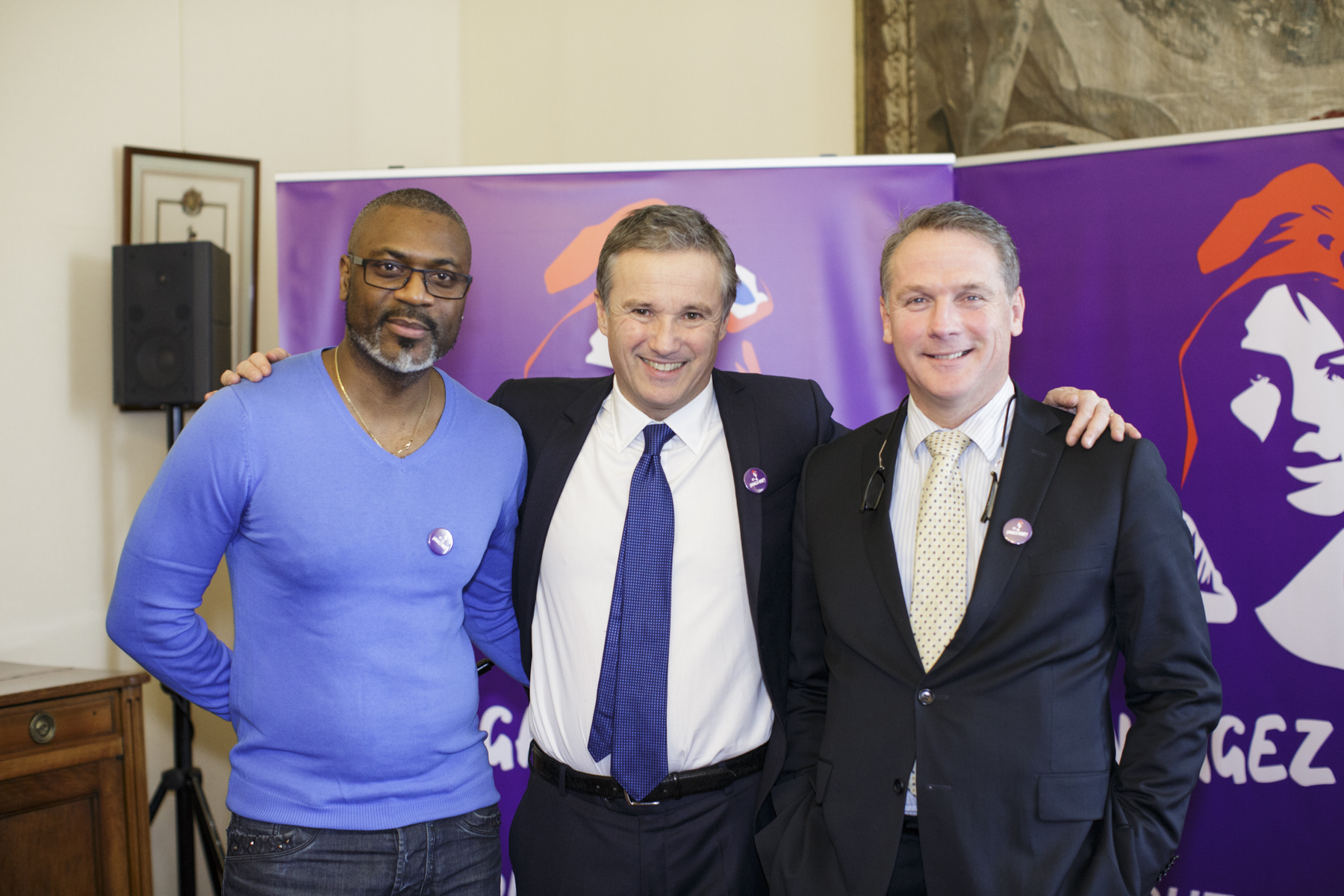
Nicolas Dupont Aignan in Begleitung von Philippe Olivier (ehemals FN) und Eugène-Henri Moré (ehemals PCF)

Er zeigte sich ebenfalls in Begleitung von Kritikern wie dem Ökonomen Jacques Sapir, oder dem Whistleblower Hervé Falciani.
Unter den Ökonomen ließ er sich von Sapir, Jacques Nikonoff, Gérard Lafay, Jean-Pierre Gérard und Jean-Pierre Vesperini beraten, um sein Programm und seine „alternative Planungen“ auszuarbeiten.
In seinen Reihen sind Akademiker wie Henri Temple, Gilles Ardinat und Éric Anceau zu finden.
Kürzlich schloss sich ihm der Lehrer und Publizist Jean-Paul Brighelli an.
Der frühere stellvertretende Bürgermeister von La Courneuve, Eugène-Henri Moré, ehemals Mitglied der Kommunistischen Partei Frankreichs, schloss sich ihm im März 2015 an, um die Regionalwahl im Département Seine-Saint-Denis zu führen.

## Ämter

### Lokale Ämter
Bürgermeister:
- 25. Juni 1995 – 25. Juli 2017: Bürgermeister von Yerres – Nachfolger: Olivier Clodong
- 22. März 2002 – heute (Stand Januar 2017): Präsident des Gemeindeverbands Yerres Tal

Anfang der 1990er Jahre beherrschte der „Triton“, ein gleich nach Eröffnung wieder geschlossenes Freizeitbad, das der Stadt 20 Millionen Euro Schulden hinterließ, die Schlagzeilen. Nicolas Dupont-Aignan entschloss sich bei den Gemeindewahlen 1995 zu kandidieren. Er wurde im ersten Wahlgang gewählt, konsolidierte danach die Finanzen der Stadt und senkte die Schuldenlast um ein Drittel. Er stoppte die Immobilienprojekte seiner Vorgänger, erarbeitete einen umweltfreundlichen Flächennutzungsplan und legte eine Promenade am Ufer der Yerres an. Innerhalb von 10 Jahren halbierte er die leerstehende Wohnungen seiner Stadt und gründete ein kommunales Sozialwohnungsamt, die heute vierhundert Wohnungen (mit Eigentumsförderung) betreibt. Seine umweltfreundliche Politik (z. B. die Verwendung der Schwimmbadabwässer für die Straßenreinigung) wurde mit dem „International Pontos Environnmental Award“ ausgezeichnet, der ihm in seiner dritten Auflage im März 2009 in Frankfurt am Main überreicht wurde. Er ist der erste Bürgermeister, der die Bürger mittels lokaler Volksentscheide beteiligt und wird regelmäßig mit über 75 % der Stimmen in seinem Amt bestätigt.

### Parlamentarische Ämter
Abgeordneter (Nationalversammlung):
- 12. Juni 1997 – 18. Juni 2002: RPR-Abgeordneter der Essonne (im zweiten Wahlgang mit 50,09 % der Stimmen im 8. Wahlkreis gewählt);
- 19. Juni 2002 – 19. Juni 2007: Abgeordneter der Essonne (im ersten Wahlgang mit 54,34 % der Stimmen gegen 14 Kandidaten wiedergewählt);[67]
- 20. Juni 2007 – 16. Juni 2012: Abgeordneter der Essonne (im ersten Wahlgang mit 57,38 % der Stimmen wiedergewählt);[68]
- 17. Juni 2012 – 17. Juni 2017: Abgeordneter der Essonne (im zweiten Wahlgang mit 61,39 % der Stimmen wiedergewählt).[69]
- Seit 18. Juni 2017: Abgeordneter der Essonne (im zweiten Wahlgang mit 52,05 % der Stimmen wiedergewählt).

1997 war er das jüngste Parlamentsmitglied nach Auflösung des Parlaments durch Jacques Chirac.  In den Jahren von 2002 bis 2012 wurde Dupont-Aignan in diesem Wahlkreis wiedergewählt.
In der Nationalversammlung verteidigte er eine gaullistische Linie in der Fraktion des RPR, dann UMP.
Seit dem Bruch 2007 mit der UMP ist er fraktionsloser Abgeordneter.
Siehe auch: Liste der Mitglieder der Nationalversammlung der 15. Wahlperiode (Frankreich), Liste der Mitglieder der Nationalversammlung der 14. Wahlperiode (Frankreich), Liste der Mitglieder der Nationalversammlung der 13. Wahlperiode (Frankreich) und Liste der Mitglieder der Nationalversammlung der 12. Wahlperiode (Frankreich)

## Werk

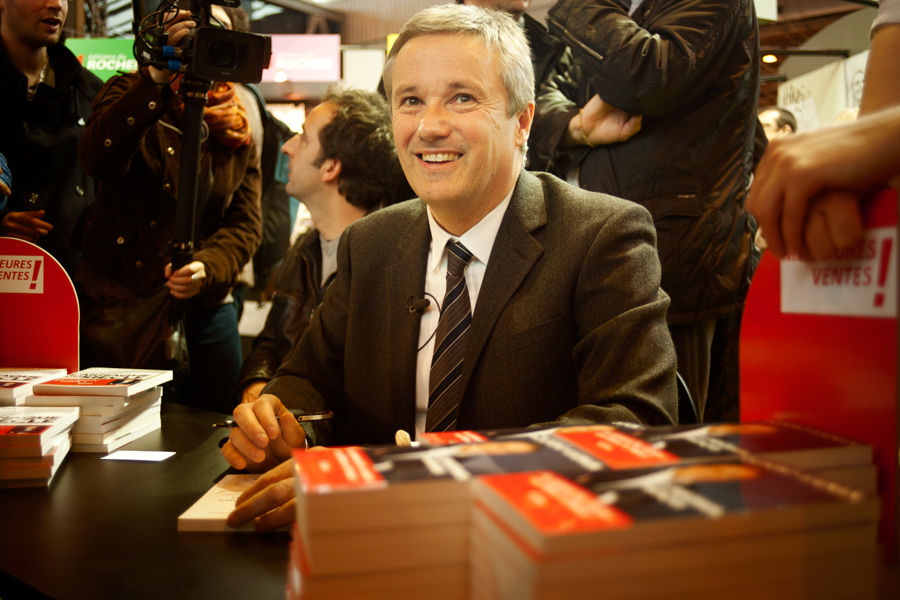
Bei der Widmung auf der Buchmesse am 17. März 2012

- L’Europe va dans le mur. Elle accélère. Et elle klaxonne !, éditions L'Archipel, (2004) ISBN 2-84187-604-7
- Ne laissons pas mourir la France de Paul-Marie Coûteaux et Nicolas Dupont-Aignan, Éd. Albin Michel, (2004) ISBN 2-226-14217-7
- J’aime l’Europe je vote non, Éditions François-Xavier de Guibert, (2005) ISBN 2-7554-0021-8
- Osons la France, ISBN 2-914759-04-5
- Europe & Orient, o 2 : Chaos, de Jean-Varoujan Sirapian, Roger Akl, collectif, préface de Nicolas Dupont-Aignan, éditions Sigest (2006) ISBN 2-9512187-6-1
- L’Afrique du Sud, en territoire xhosa, de Guillaume Chassang, préface de Nicolas Dupont-Aignan, Paris, Éditions La Société des Écrivains, (2007), ISBN 978-2-7480-3642-8
- Le petit livre mauve, Éditions InLibroVeritas, (2009)
- L’euro, les banquiers et la mondialisation : l’arnaque du siècle, Éditions du Rocher, (2011) ISBN 978-2-268-07116-9
- Le Printemps français : ou comment les « petits » vont libérer la France !, Éditions du Rocher, (2012) ISBN 978-2-268-07336-1
- Les Voleurs de la République : enquête sur les parasites fiscaux, préface d'Alain Bocquet, Éditions Fayard, (2013) ISBN 978-2-213-68064-4
- France, lève-toi et marche, Éditions Fayard, (2016)